# Craugastor campbelli
Craugastor campbelli är en groddjursart som först beskrevs av Smith 2005.  Craugastor campbelli ingår i släktet Craugastor och familjen Craugastoridae. IUCN kategoriserar arten globalt som otillräckligt studerad. Inga underarter finns listade i Catalogue of Life.